# GSC1862-2270
GSC1862-2270 — хімічно пекулярна зоря спектрального класу A3, що має видиму зоряну величину в смузі V приблизно  0,0.